# Андромеда XIII
Андроме́да XIII (And XIII) — карликовая сфероидальная галактика, которая находится в созвездии Андромеда на расстоянии 2,9 млн световых лет от Солнца.

## Расположение
Эта галактика входит в Местную группу галактик и вращается вокруг Галактики Андромеды.